# Carolina Castro
Carolina Castro (nascida em 1979, na Argentina) é uma empresária e sindicalista argentina. Ela foi a primeira mulher a ingressar no Comitê Executivo da União Industrial Argentina e foi nomeada pela BBC como uma das 100 mulheres, em 2020.

## Biografia
Carolina Castro é formada em Ciências Políticas pela Universidade de Buenos Aires, na Argentina. Durante o governo de Mauricio Macri, Carolina atuou como subsecretária do Ministério da Produção, para pequenas e médias empresas. Durante o G20, em 2018, ela trabalhou na vertente do fórum global de negócios.
Em 2019, Carolina foi eleita pela Asociación de Fábricas Argentinas de Componentes (AFAC) para representar o setor automotivo no Comitê Executivo da União Industrial Argentina (UIA). Ela é a primeira mulher a conseguir um cargo gerencial na UIA em seus 130 anos de história. Seu ativismo ajudou a impulsionar mudanças em direção a uma maior igualdade de gênero no local de trabalho.
Carolina Castro é a terceira geração a trabalhar na empresa familiar, Indústrias Guidi, que fabrica componentes automotivos e os fornece para Toyota e General Motors. A empresa quebrou estereótipos ao empregar mulheres na área de produção em uma média mais alta do que no restante da força de trabalho. Ela publicou recentemente Rompimos el Cristal (Quebramos o vidro), uma antologia de conversas com 18 mulheres argentinas que se destacam em negócios, artes, política e ciência.

## Prêmios
Em 2020, Carolina Castro foi indicada pela BBC comom uma das 100 mulheres mais inspiradoras do mundo.